# ТЕ6
ТЕ6 — мала серія тепловозів-електростанцій, створена на замовлення Міністерства оборони на базі ТЕ2, першого радянського серійного вантажного магістрального тепловозa, що будувався в СРСР з 1948 по 1955.

## Історія створення
На замовлення Міністерства оборони 1952 Харківський завод транспортного машинобудування створив односекційний чотиривісний тепловоз-електростанцію серії ТЕ6, який відповідав вимогам захисту від факторів ядерного вибуху.

## Конструкція
Секція мала дизель-генераторну установку (дизельний двигун Д50 і генератор), силу тяги тривалого режиму 22 тс, швидкість тривалого режиму 17 км/год. Двигуном, тяговими електродвигунами, системою управління, конструкцією кузова і візків ТЕ6 не відрізнявся від секції тепловоза ТЕ2, однак в протилежній до кабіни машиніста стороні кузова ТЕ6 був відсутній міжсекційний перехід і міжсекційні роз'єми, що не дозволяло працювати у системі багатьох одиниць. Тяговий генератор дозволяв отримувати змінний струм. Тепловоз був створений за аналогією генераторів 18-ти тепловозів серії Еел, випущених в 1937—1941 для застосування як пересувні дизель-електростанції.
Для захисту від ушкодження електромагнітним імпульсом ядерного вибуху в кузові тепловоза ТЕ6 була прокладена металева шина, на яку виводилося заземлення електрообладнання тепловоза. Повітря в герметизований кузов і систему повітрозабору дизельного двигуна проходило крізь два круглі сітчасті фільтри, які проверталися в роздільних масляних ваннах. Для усунення потрапляння радіоактивного пилу, високопродуктивним вентилятором з електроприводом в кузові створювався надлишковий тиск.

## Згадування
В першому виданні «Локомотиви вітчизняних залізниць 1845—1955» про ТЕ6 не було сказано нічого. У другому виданні згадується про існування ТЕ6, але занижено кількість побудованих в серії екземплярів:
 На базі тепловоза серії ТЕ2 Харківський завод створив тепловоз-електростанцію ТЕ6. Це був односекційний чотиривісний локомотив, який не відрізнявся від секції тепловоза ТЕ2 за тяговим обладнанням, формою кузова і конструкцією візків, але мав тяговий генератор, який дозволяв отримувати змінний струм. Всього Харківський завод збудував три тепловози серії ТЕ6: один 1952 і два 1955. — Раків В.А. «Локомотивы отечественных железных дорог. 1845-1955». Москва, «Транспорт», 1995, сторінка 381.

## Експлуатація
Тепловози експлуатувалися в частинах і з'єднаннях Міністерства оборони СРСР. Жоден не зберігся.
Відомі номери ТЕ6: 197-01, 198-02, 07-109, 785-09, 786-10, 11-895, 14-972, 15-1049, 16-1050.